# Druffel
Druffel ist eine Ortschaft der Stadt Rietberg im Kreis Gütersloh in Nordrhein-Westfalen.

## Geografie
Auf einer Fläche von 9,8 km² leben rund 1150 Einwohner (Stand 2022). An Druffel grenzen die Rietberger Ortschaften Rietberg, Neuenkirchen, Varensell und Bokel und der Rheda-Wiedenbrücker Ortsteil Lintel.
An der Kirche befindet sich der Ortskern von Druffel, der im Norden vom Naturschutzgebiet Im Binner und im Süden vom Naturschutzgebiet Schellenwiese begrenzt wird.
Durch Druffel fließt der Rothenbach, der am Neuenkirchener Ortsrand entspringt und in Lintel in die Ems mündet.

## Geschichte und Ortsbeschreibung
Druffel wurde 1082 erstmals in der Herzebrocker Heberolle erwähnt. Der Name stammt vom niederdeutschen Wort Drubbel ab, das Gruppe, Menge oder Traube bedeutet. Es bestand eine Abgabepflicht von einem oder mehreren Höfen gegenüber dem Kloster Herzebrock. Die Zugehörigkeit zur Grafschaft Rietberg wurde 1237 beurkundet und dauerte bis zu den Napoleonischen Kriegen. Von 1807 bis 1813 bildete Druffel eine Gemeinde im Kanton Rietberg des Departements der Fulda im Königreich Westphalen. Nach der Franzosenzeit wurde   Druffel, das zu der Zeit aus 74 Hausstellen mit 468 Einwohnern bestand, durch Beschluss des Wiener Kongresses preußisch und kam 1816 zum neuen Kreis Wiedenbrück in der preußischen Provinz Westfalen. Im Kreis Wiedenbrück war Druffel eine der acht Gemeinden des Amtes Rietberg.
Als typische westfälische Bauerschaft besaß Druffel zu Beginn keinen richtigen Ortskern. Die Bebauung orientiert sich am Postweg von Münster nach Paderborn, der heutigen Straße „Am Postdamm“ und der weiterführenden „Druffeler Straße“. Zu der von den Preußen angelegten neuen Verbindung zwischen Münster und Paderborn, der heutigen B 64, hatte der Postweg keine Verbindung. Der Bau der Druffeler Straße zwischen B 64 und Postweg wurde erst 1914 begonnen und 1921 fertiggestellt.
Nachdem 1929 der ursprüngliche Hof Druffelsmeier abgebrochen wurde, konnte durch den Verkauf von Grundstücken die Entwicklung des Ortskerns beginnen. 1950 wurde der „Bebauungsplan Druffelsmeier“ erstellt, der das Gebiet des heutigen Nordring umfasste. Nachdem die Bauern Wittreck und Kuper einige Jahre später Siedlungsland zur Verfügung stellten, wurde der Ortskern um die heutige Kreutzbreede erweitert. Ab 1964 wurde dann auch die Kirchseite (heute „Am Rothenbach“) bebaut. In den 2000er Jahren wurde mit der Erweiterung des Ortskerns in Richtung Westen begonnen. Breedeweg wurde in Richtung Druffeler Straße erweitert. Nachdem zuerst etwa die Hälfte der zur Verfügung stehenden Flächen bebaut wurden, wurde ab 2018 die Verbindung vollendet.

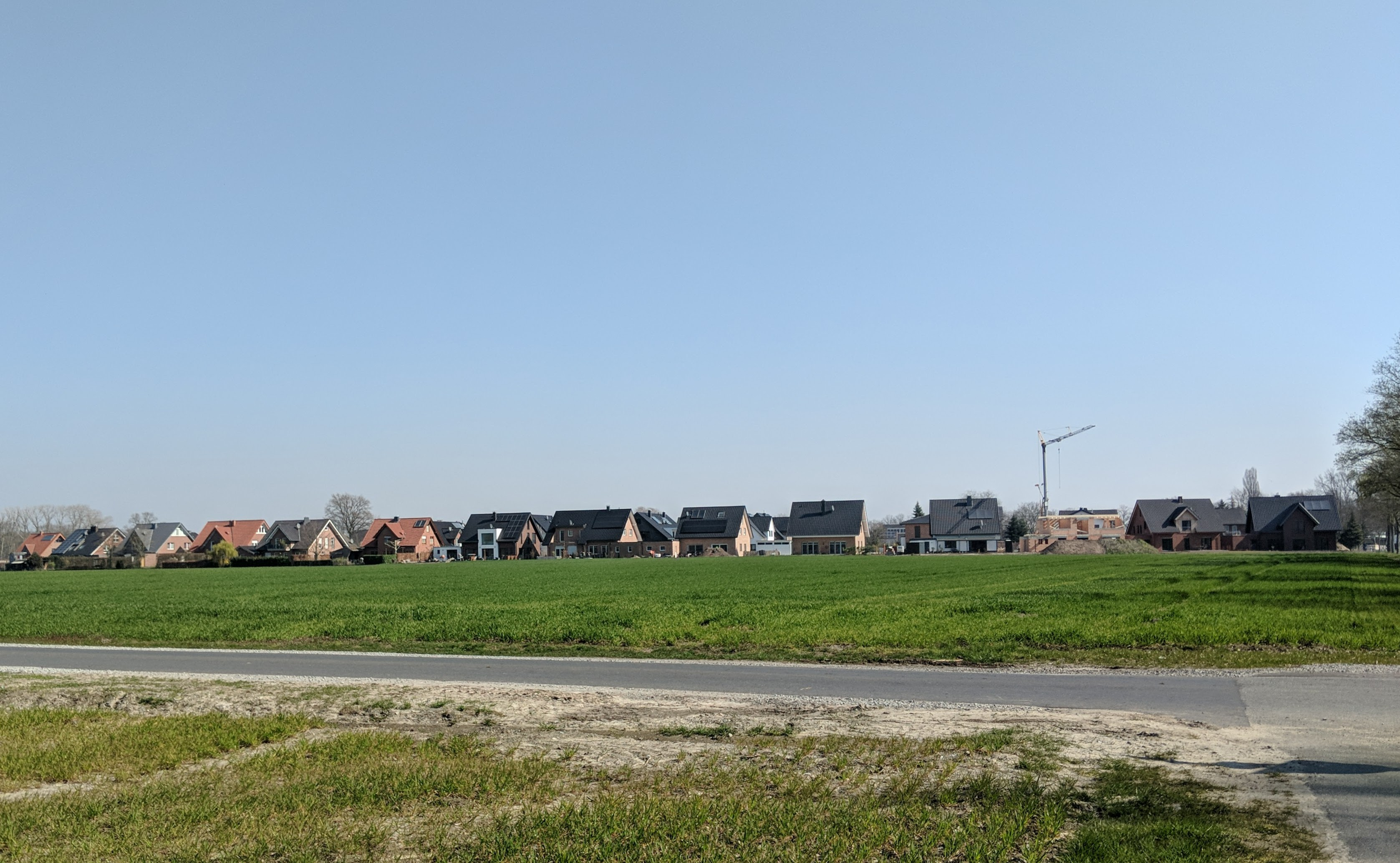
Das Neubaugebiet Breedeweg von der Ecke Druffeler Straße/Westring aus gesehen. Die 6 Häuser links gehören zum 1. Bauabschnitt, der Rest zu Bauabschnitt 2.

Im Jahr 1998 nahm Druffel am Wettbewerb „Unser Dorf soll schöner werden“ teil und erreichte hierbei den dritten Platz.

### Eingemeindung
Am 1. Januar 1970 wurde Druffel durch das Gesetz zur Neugliederung des Kreises Wiedenbrück und von Teilen des Kreises Bielefeld in die Stadt Rietberg eingegliedert.

## Druffeler Schulgeschichte
Der erste Schulunterricht wurde 1786 in Druffel erteilt. Der Schulmeister Johann Hermann Thewes kam nachmittags als Wanderlehrer von Neuenkirchen nach Druffel marschiert und unterrichtete die Schulkinder in einem, noch existierenden, Fachwerkhaus⊙ am heutigen nördlichen Ortseingang.
1820 wurde auf dem Gelände des Hofes Druffelsmeier das erste Schulgebäude gebaut. Es war ein sehr bescheidener Bau, das Schulzimmer soll nur 14 m² groß gewesen sein. Über dem Eingang stand der Spruch: „Wer das ABC nicht kann, der kehre ein bei diesem Mann“. Ab 1828 hatte Druffel einen eigenen Lehrer, bis dahin wurde Druffel noch von Neuenkirchen aus versorgt. Zu der Zeit hatte Druffel 473 Einwohner.
Da das Schulgebäude zu klein war, erwarb die Gemeinde am 7. Juni 1856 ein 5737 m² großes Grundstück für 120 Taler von Bauer Wittreck. Das Grundstück reichte von der heutigen Straße „Am Rothenbach“ bis zur heutigen „Druffeler Straße“. In Westerwiehe wurde ein altes Kötterhaus gekauft, abgebrochen und in Druffel wieder aufgebaut ⊙. Hierfür wurde eine Anleihe von 1.1 Talern bei der „Provinzial-Hilfs-Kasse“ aufgenommen. Das Schulgebäude hatte einen Klassenraum und eine Lehrerwohnung.
Gegen Ende des 19. Jahrhunderts war die Schülerzahl auf 120 gestiegen und das Schulgebäude war wieder zu klein. 1895 wurde auf einer kombinierten Schul- und Gemeindevorstandssitzung, an der auch zwei Vertreter der Königlichen Regierung zu Minden, der Königliche Kreisschulinspektor sowie der Lokalschulinspektor aus Neuenkirchen teilnahmen, der Bau eines massiven Schulgebäudes mit zwei Klassenräumen und zwei Lehrerwohnungen beschlossen. Es dauerte aber bis zum März 1900, bis der Bau begonnen wurde. Der Neuenkirchener Zimmerermeister Kriener erhielt den Auftrag, den Bau für 16.684 Mark zu errichten. Die Gemeinde Druffel musste davon 6.684 Mark sowie die Kosten für die Inneneinrichtung übernehmen. Der im Mai begonnenen Bau wurde Anfang Juli stillgelegt, da der bauleitende Wegemeister festgestellt hatte, dass die Grundmauern ⊙ nicht an der richtigen Stelle standen. So wurden noch weitere 275 m² Grundfläche erworben, die als zweiter Lehrergarten genutzt wurden. Der Grundstein wurde am 10. September 1900 gelegt und am 16. Oktober 1901 zogen 125 Schulkinder in die neue Schule ein. Zum 1. Januar 1902 wurde erstmals eine zweite Lehrkraft eingestellt. Es dauerte bis zum 1. Oktober 1949, bis eine dritte Lehrerstelle eingerichtet wurde.
Nach fast 60 Jahren wurde auch dieses Schulgebäude wieder zu klein. Am 27. Oktober 1959 wurde mit dem Bau des vierten Druffeler Schulgebäudes ⊙ begonnen. Die Gesamtkosten betrugen 380.000 DM. Das Land übernahm 260.000 DM und der Kreis 14.000 DM. Am 23. Juni 1960 konnten Grundsteinlegung und Richtfest gefeiert werden. Nach den Osterferien 1961 wurde der Schulbetrieb im neuen Gebäude mit insgesamt 121 Kindern in drei Klassen, mit jeweils zwei Jahrgängen, aufgenommen. Die Einweihung fand am 11. Oktober 1961 statt. Nach den Osterferien 1963 wurde die Schule vierklassig geführt. Zum 1. Oktober 1965 wurde auch der vierte Lehrer eingestellt.
Das Ende der Druffeler Schulgeschichte wurde mit dem neuen Schulgesetz eingeläutet, das die Landesregierung am 29. Februar 1968 beschloss. Durch dieses Gesetz wurde die Volksschule abgeschafft und durch Grund- und Hauptschule ersetzt. Dies wurde im Jahr 1969 umgesetzt. Am 11. Oktober 1969 wurde der damalige Schulleiter Ridder informiert, dass der Unterricht für die Klassen 5 bis 9 ab dem ersten Schultag nach den Herbstferien, dem 13. Oktober, in Neuenkirchen stattfinde und er als Direktor an die neu eingerichtete Grundschule Neuenkirchen versetzt werde. Der Schulbetrieb der Klassen 1 bis 4 wurde von zwei Lehrerinnen weitergeführt, die jeweils zwei Jahrgänge gemeinsam in einem Klassenraum unterrichteten. Obwohl allen Ortsteilen bei der Zusammenlegung der Gemeinden zur Stadt Rietberg eine eigene Grundschule zugesagt worden war, wurde die Grundschule in Druffel zum Ende des Schuljahres 1972/73 geschlossen, da laut Schulgesetz kein „geordneter Schulbetrieb“ mehr möglich war.

## Bürgerhaus
Das leerstehende Gebäude wurde in den folgenden Jahren von verschiedenen Gruppen genutzt. Nachdem das Land Nordrhein-Westfalen Mittel für die Umwandlung von ehemaligen Schulen in Bürgerhäuser in Aussicht gestellt hatte, beschloss der Rietberger Stadtrat am 27. August 1980 den Umbau der Druffeler Schule zum Bürgerhaus. Die Grundsteinlegung für die Umbauten zum Bürgerhaus fand 1981 statt. Die Umbaukosten betrugen 890.000 DM, von denen 382.500 DM vom Land übernommen wurden. Die Führung des Bürgerhauses wurde von der Stadt Rietberg an den Bürgerhaus Druffel e. V. übertragen, der sich aus Vertretern der Druffeler Vereine und Druffeler Bürgern zusammensetzt. Seit 1986 befindet sich im Nebengebäude des Bürgerhauses der Druffeler Kindergarten St. Gabriel, den maximal 25 Kinder besuchen. Im Bürgerhaus befinden sich neben dem Mehrzweckraum und dem Bauernstübchen noch der Schießstand der St. Johannes-Schützenbruderschaft und der Gruppenraum der KLJB Druffel. Am Ende des Flures zu den Räumen des Schützenvereins befindet sich ein Mahnmal für die Gefallenen des Ersten und Zweiten Weltkrieges.

## Herz-Jesu-Kirche
Die Herz-Jesu-Kirche in Druffel ist eine Filialkirche der St.-Margareta-Gemeinde Neuenkirchen. Kirche und Gemeinde gehören zum Pastoralverbund Kirchspiel Neuenkirchen im Dekanat Rietberg-Wiedenbrück des Erzbistums Paderborn.

## Politik

### Wappen
Das Druffeler Wappen stellt eine Gruppe von drei Eichen dar, die eine gemeinsame Krone bilden. Das Wappen ist in Druffel mehrfach zu finden. 1964 wurden auf der Rasenfläche vor dem Schulhof von Schülern drei Eichen in Form des Wappens gepflanzt. Außerdem wurden bei der Neugestaltung des Parkplatzes drei Eichen in der Nähe der Grillhütte gepflanzt. Auf einem Findling davor ist das Wappen zu sehen. Das dritte Mal findet man das Wappen auf dem Begrüßungsschild an der Druffeler Kirche. An der Ecke Druffeler Straße/Am Postdamm wurde ein Blumenbeet in Form des Wappens gepflanzt. Das neueste Druffeler Wappen steht am Eingang des Bürgerhauses.

## Wirtschaft und Infrastruktur

### Verkehr

#### Straßenverkehr
Die B 64 bindet Druffel in nordwestlicher Richtung an Rheda-Wiedenbrück und an die A 2 in 7 km Entfernung sowie in südöstlicher Richtung an Paderborn an.

#### Öffentlicher Personennahverkehr
Eine Bahnanbindung existiert in Druffel nicht mehr. Der nächstgelegene Bahnhof ist in Rheda-Wiedenbrück. Druffel liegt im Gebiet des Gemeinschaftstarifs Westfalentarif. Regionalbusse verkehren im Druffeler Ortszentrum nicht, es gibt nur die beiden Haltestellen Rietberger Straße und Emskrug (Ecke Druffeler Straße und B 64).

#### Radverkehr
Rietberg und Druffel liegen auf der Strecke des 2004 eröffneten Fernradweges Emsradweges, der auf einer Länge von 375 km an der Ems entlang von Schloß Holte-Stukenbrock/Hövelhof bis Emden führt, und an der ca. 500 km langen im Frühjahr 1998 eröffneten Wellness-Radroute, die als Radrundweg ausgeführt ist. Eine weitere Verbindung, die über das Druffeler Gebiet führt, ist der im Frühjahr 2002 eröffnete Fernradweg „Historische Stadtkerne“, der fast 300 km lang ist, in Rietberg beginnt und Steinfurt als Ziel hat. Auch die 2003 eröffnete BahnRadRoute Hellweg-Weser von Soest nach Hameln benutzt in Druffel die Trasse der ehemaligen Sennebahn. Das Radwegenetz verbindet Druffel lückenlos mit den Nachbarorten Bokel, Lintel, Neuenkirchen, Rietberg und Wiedenbrück.

#### Flugverkehr
Der nächste Flughafen ist der Flughafen Paderborn/Lippstadt in rund 35 km Entfernung. Sowohl der Flughafen Dortmund als auch der Flughafen Münster/Osnabrück liegen etwa 75 km entfernt.

### Wirtschaft
In Druffel überwiegt die Landwirtschaft mit Hühner-, Schweine- und Putenzucht, Milchwirtschaft und Mais- und Getreideanbau. Die größeren Arbeitgeber in Druffel sind (in alphabetischer Reihenfolge):
- Lütkebohle & Nolte GmbH – 1950 als Möbelhersteller gegründet, heute Zulieferer der Möbelindustrie
- H. Knaup Imbissbedarf-Großhandlung GmbH & Co.KG – 1963 als Geflügelschlachterei gegründet, heute Produktion von Lebensmittel und Großhandel
- Kriener GmbH – Möbelherstellung seit 1863

## Vereine

### St. Johannes-Schützenbruderschaft
Am 24. Juni 1933 feierten einige Druffeler anstelle ihres Namenstags das erste Nachbarschaftsschützenfest in Druffel. Aufgrund des Zweiten Weltkrieges folgte eine Pause von 16 Jahren bis zum zweiten Fest, das wiederum auf dem Hof Vinnemeier stattfand. Da der Zuspruch in der Bevölkerung immer stärker wurde, wurde am 8. Februar 1951 die erste offizielle Generalversammlung in der Gastwirtschaft Theising abgehalten. Da das Schützenfest auf dem Johannes-Namenstag gefeiert wurde, lag der Name „St. Johannes-Schützenbruderschaft“ nahe. 1962 wurde der Schützenfesttermin auf Pfingsten verlegt. 1963 zog das Fest in das Zentrum des Dorfes um, wo auch heute noch gefeiert wird.
Aus den 90 Mitgliedern, die die Bruderschaft im Jahr 1951 zählte, sind im Jahr 2014 480 Schützen und 80 Jungschützen, seit 1962 in einer eigenen Kompanie, geworden. Im Jahr 2004 wurde eine eigene Kompanie für die Schützenbrüder aus dem Nachbarort Lintel gegründet.

### Druffeler Sportgemeinschaft
Nachdem bei einer Unterschriftenaktion im November 122 Bürger die Gründung eines Sportvereins befürworteten, wurde am 28. Dezember 1969 die „Druffeler Sportgemeinschaft von 1969 e. V. (DSG)“ gegründet und Anfang 1970 im Vereinsregister eingetragen. Nachdem der Bau der Sportanlage am Westring fertiggestellt war, nahm die Sportgemeinschaft zur Saison 1971/1972 den Spielbetrieb auf. Die Umkleidekabinen befanden sich in einem Anbau der Gaststätte Theising. 1982 erfolgte der Umzug in das Druffeler Bürgerhaus, das jedoch über einen halben Kilometer von der Sportanlage entfernt liegt. Zum Jubiläum des 25-jährigen Bestehens im Jahr 1994 konnte das neue Sportheim bezogen werden, das sich direkt an den beiden Rasenplätzen befindet. Bis 1982 war die Sportgemeinschaft ein reiner Fußballverein. Durch die Gründung der Gymnastik-Abteilung wurde der Begriff Sportgemeinschaft mit Leben erfüllt. Nach den Gründungen der Tanzgruppen, des Lauftreffs und der Mini-Car-Abteilung zählt der Verein 380 Mitglieder in vier verschiedenen Sportarten.

## Persönlichkeiten
- Michael Brinkmeier (* 1968), ehemaliges Mitglied des Landtages NRW
- Heinrich Ridder, Heimatdichter und ehemaliger Schuldirektor[4]

## Regelmäßige Veranstaltungen
- Aufstellen des Maibaumes am Bürgerhaus am 30. April
- Schützenfest an Pfingsten (Samstag bis Montag)
- Bürgerfest am 3. Sonntag im September
- Volkslauf am 3. Sonntag im September

## Bildergalerie des Ortes

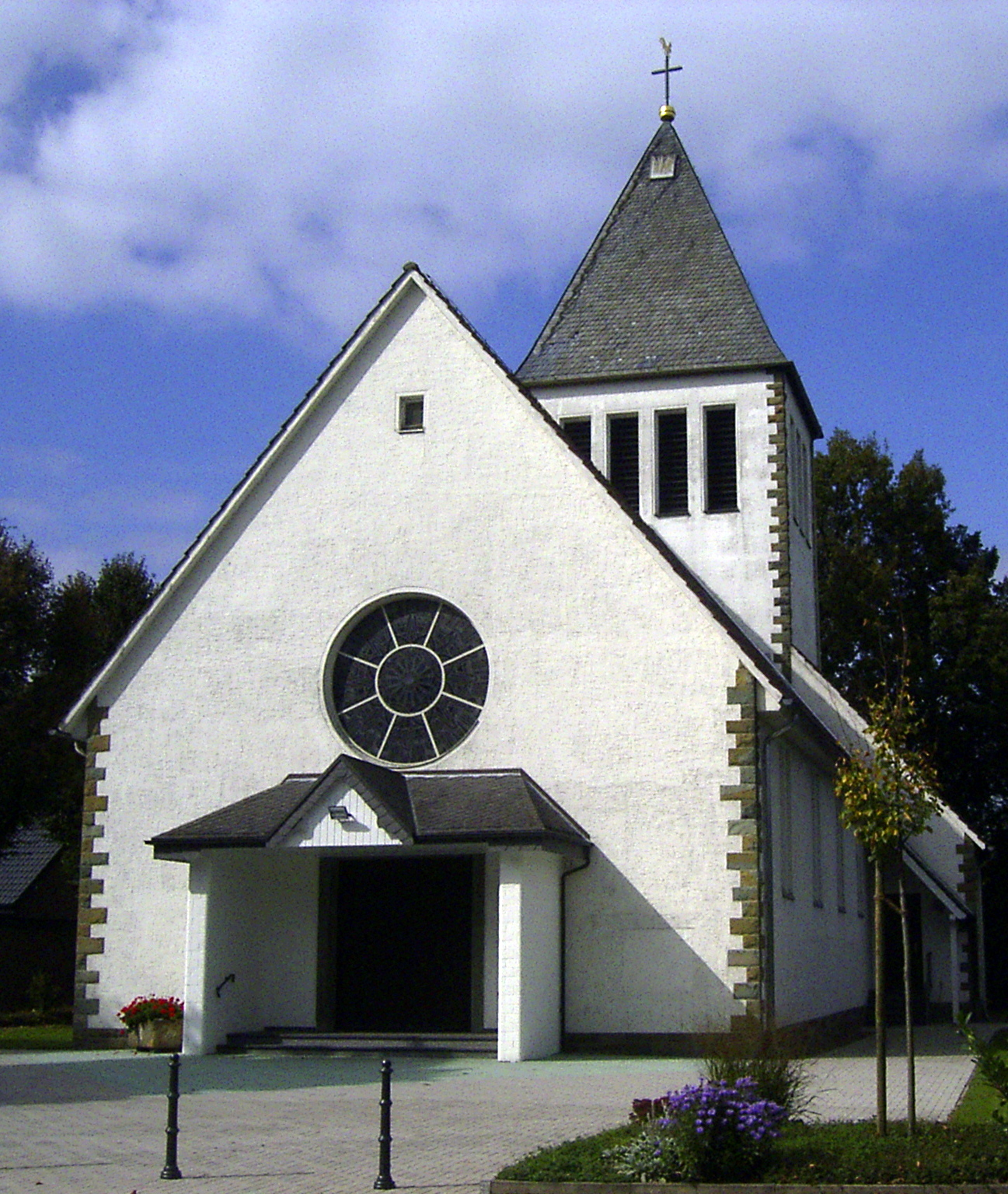
Herz-Jesu-Kirche
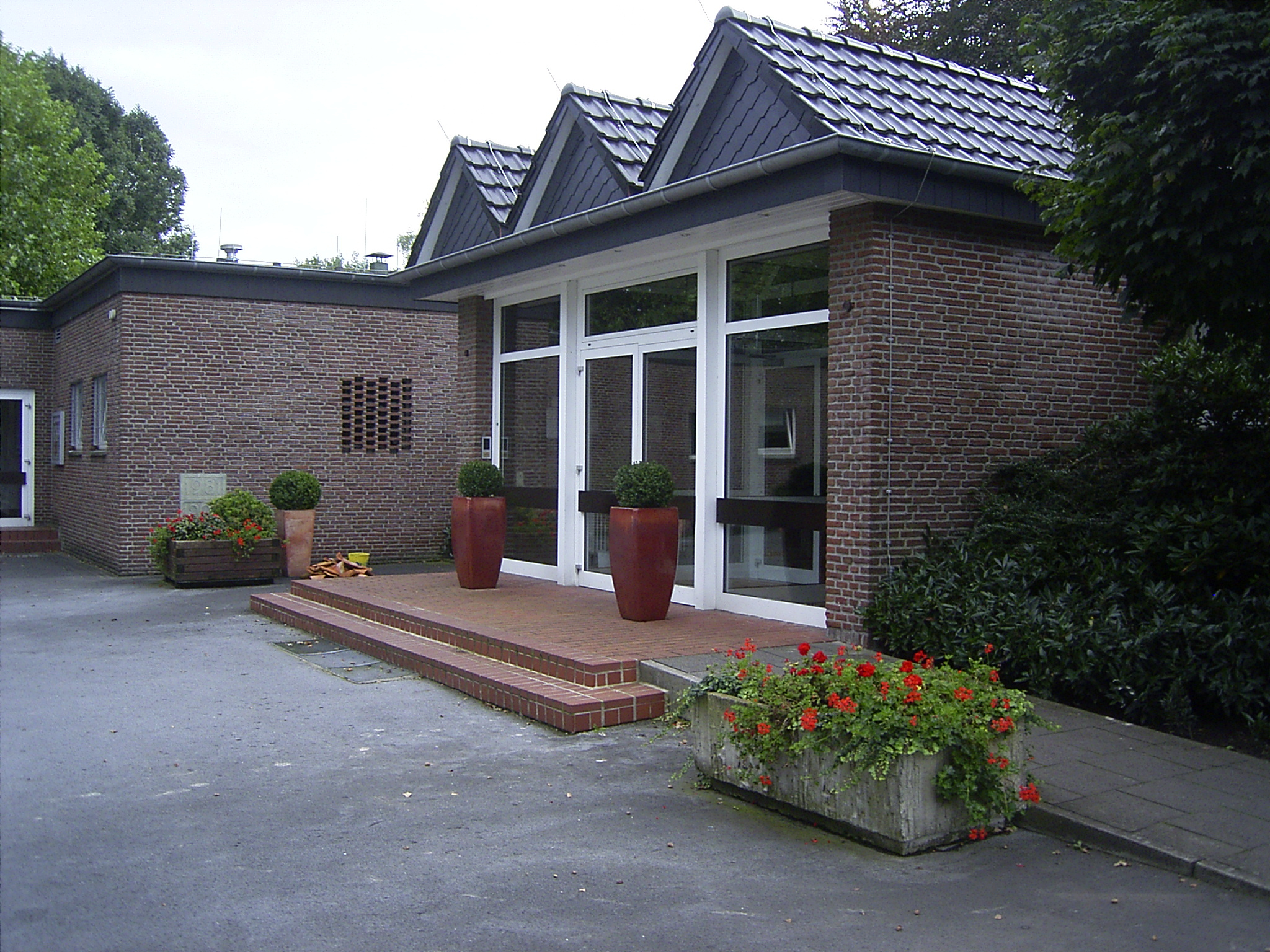
Bürgerhaus
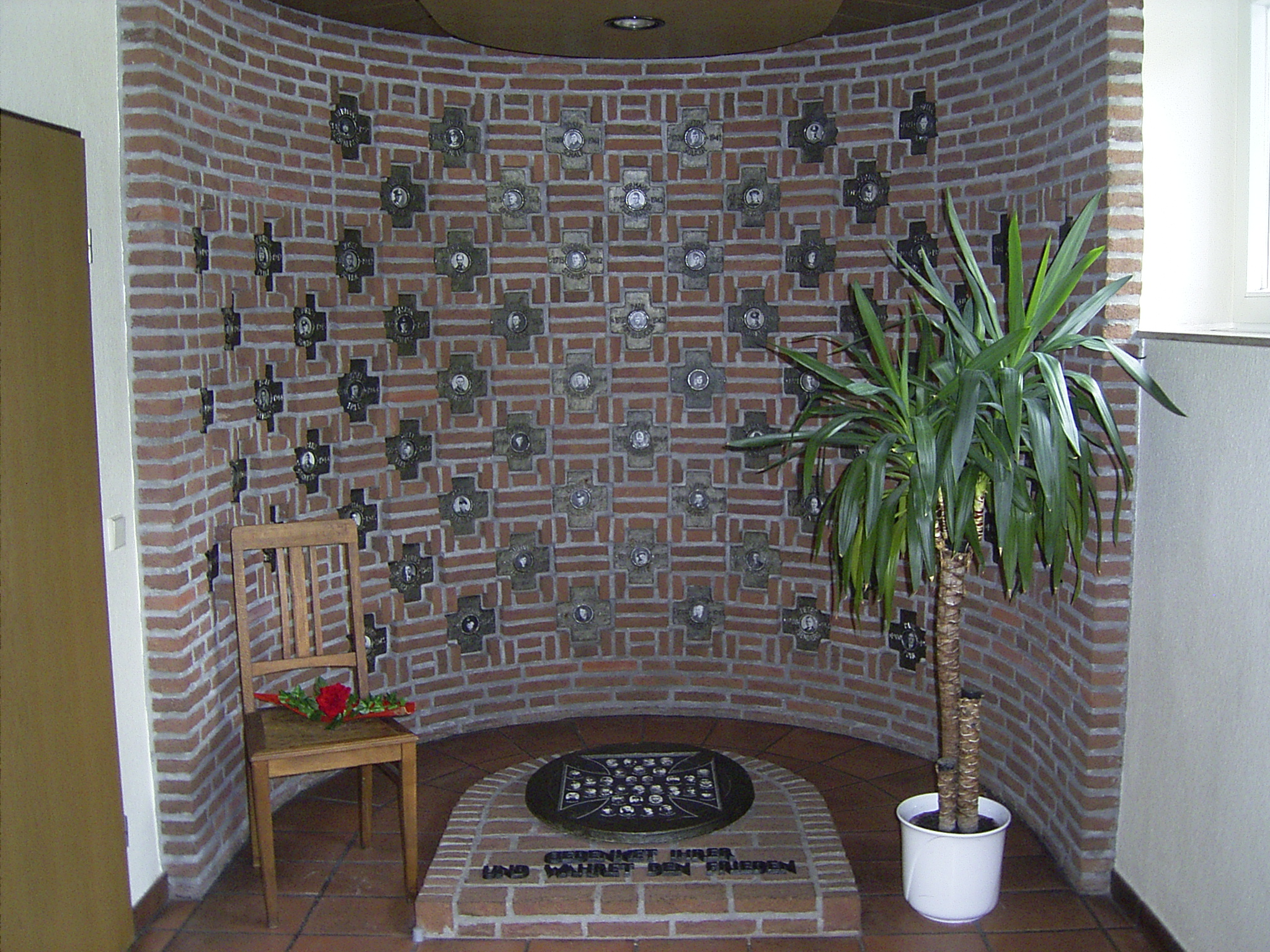
Mahnmal für die Gefallenen des Ersten und Zweiten Weltkrieges im Bürgerhaus
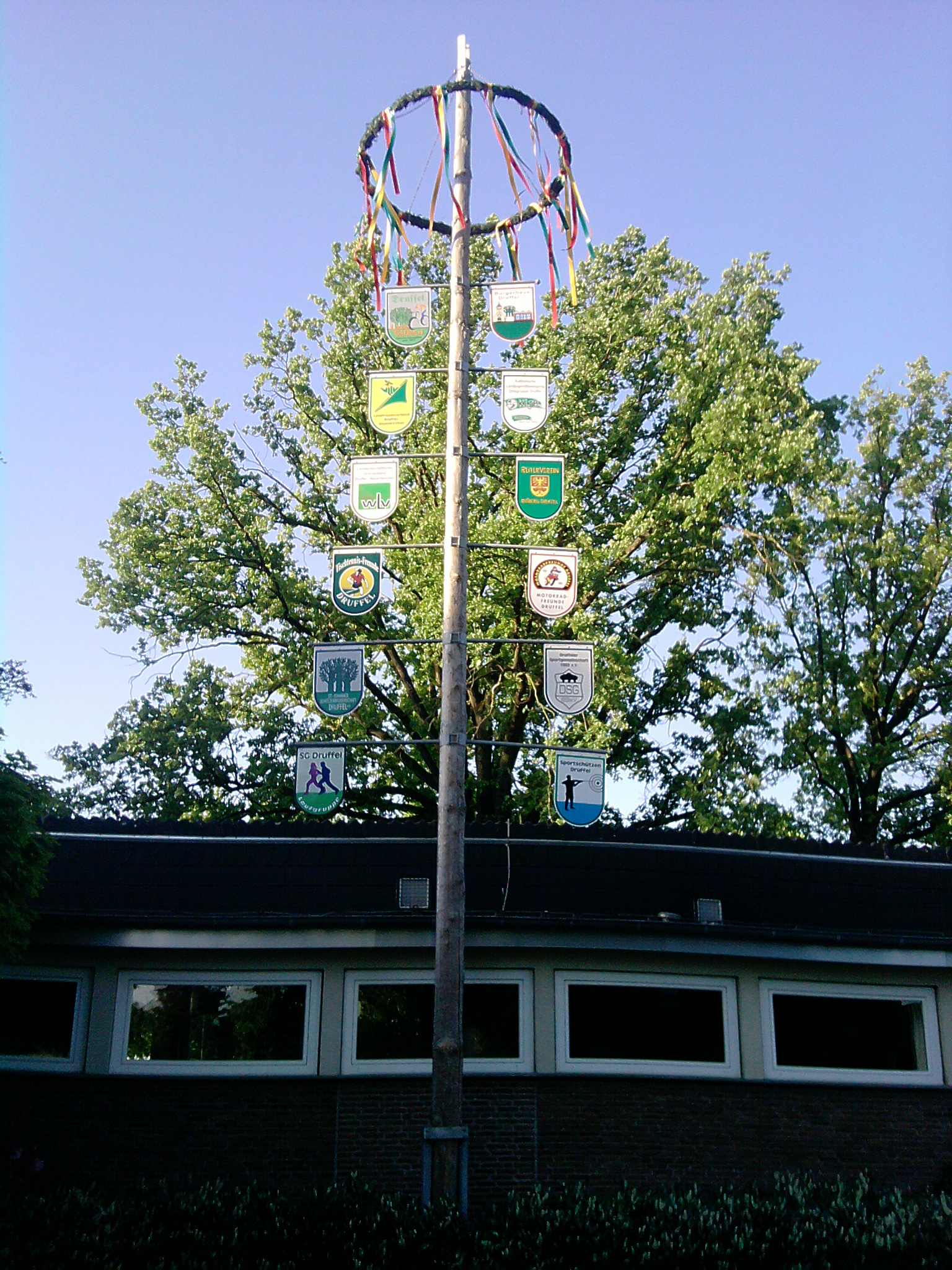
Maibaum vorm Bürgerhaus